# ブロワ
ブロワ (仏: Blois、フランス語発音: [blwa]) は、フランス中央部、ロワール＝エ＝シェール県の都市で県庁所在地である。

## 地理
トゥール（アンドル＝エ＝ロワール県）とオルレアン（ロワレ県）の中間に位置し、ロワール川に面している。ヨーロッパ最後の天然の清流が注ぐ位置にあり、北はボース地方、南はソローニュ地方となっている。

## 語源
ブロワの語源は不明である。19世紀の作家によれば、ブロワとはブルトン＝ケルト語のブレイズ（bleiz、オオカミ）から派生したとする。5世紀終わりには、ロワールの河口から谷沿いに重要なブルトンの植民地があったという。
最初にブロワの名が間接的に証明されたのは、5世紀である。「ブロワ住民」という意味で、Blesensesという言葉が使われたのである。7世紀にはBlesisまたはBlezisと書かれた。メロヴィング朝時代の貨幣にはbleso castroと刻まれた一方で、カロリング朝時代には『ブロワの要塞』を意味するblesum castrumまたはcastrum blesenseと表された。
ラテン語のblesumが正常に発展し、フランス語でbleisとなり、その後ブロワ（blois）となったのである。

## 歴史
1959年に始まった都市計画の大工事によって発掘が可能となり、ガロ＝ローマ時代の都市中心部や、ガリアが独立していた頃の居住地が発見された。
ブロワが初めて歴史上にその名を現したのは410年、ブルトンの族長ユオマドゥスがコンスルのオド（おそらくゲルマン人）を追放し、ブロワを征服した時である。クロヴィスが494年に征服するまでは、ブロワは独立または半独立の国家であったと見られる。
851年、ブロワはヴァイキングの族長ハステイン (Hastein) に襲われ掠奪された。別の資料によれば、ブロワは854年と、856年から857年の間の2度ヴァイキング襲来を受けた。
1171年、ブロワではキリスト教徒の幼児が突如行方不明となったことが発端となり、ユダヤ教徒に対する血の中傷事件が起きたヨーロッパ初の都市となった。市内におよそ130人がいたというユダヤ人のうち30人から35人が捕らえられ、1171年5月26日、生きたまま火炙りにされた。
中世のブロワには、シャンパーニュ伯位を持つブロワ伯の家系ブロワ家が本拠を置いていた（同じ一族がナバラ王位を継承することになる）。ブロワ伯ギィ1世の次男シャルル・ド・ブロワは、ジャンヌ・ド・パンティエーヴルと結婚してブルターニュ公位請求者となったが、不運にもオーレの戦いで戦死してしまう。
ユグノー戦争最中の1562年7月4日、元帥ジャック・ド・サンタンドレ（fr）率いるカトリック軍がブロワを襲撃し掠奪、婦女を暴行したと伝えられている。1568年、ユグノーの首領ブカールがブロワを掠奪し、カトリック教徒を虐殺し、市街に火を放った。ある修道士たちは所属する修道院の井戸の中に投げ落とされた。教会は廃墟となった。
ブロワ城は、1588年の三部会の席上でギーズ公アンリが殺害された舞台として、また、その翌月にカトリーヌ・ド・メディシスが没した場所として、よく知られている。
ヴァロワ王家がブロワを離れパリを本拠地と定めてから、経済活動の中心が宮廷とともにあったブロワはその重要性を失った。アンリ4世はフォンテーヌブローに大図書館を移した。

## 人口統計
| 1962年 | 1968年 | 1975年 | 1982年 | 1990年 | 1999年 | 2006年 | 2011年 |
| ------ | ------ | ------ | ------ | ------ | ------ | ------ | ------ |
| 33,838 | 42,264 | 49,778 | 47,243 | 49,318 | 49,171 | 48,487 | 45,903 |

参照元:1999年までEHESS、2004年以降INSEE

## 経済
自動車産業（デルファイ・コーポレーション）や、チョコレート製造（プーラン（en)）、薬品製造の工場がある。

## 観光
サン・ニコラ教会は、美しいステンドグラスで知られ、特に青を基調にしたステンドグラスの礼拝堂が美しい。

## 関係者
ブロワ出身の人物
- スティーブン（エティエンヌ・ド・ブロワ）- ノルマン朝（ブロワ朝）の無政府時代のイングランド王
- フィリップ・アリエス - 歴史家
- ロベール・ウーダン - マジシャン
- エミール・ヴァーノン - 画家
- ルネ・ゲノン - 作家
- ドニ・パパン - 物理学者・発明家
- コランタン・ジャン - サッカー選手

居住・死去あるいはその他のゆかりある人物
- アンヌ・ド・ブルターニュ - シャルル8世及びルイ12世王妃、ブルターニュ女公。ブロワ城で死去。
- クロード・ド・フランス - フランソワ1世王妃、ブルターニュ女公。アンヌの娘。ブロワ城で死去。

## 姉妹都市
- ヴァルツフート＝ティーンゲン（ドイツ連邦共和国）
- ヴァイマル（ドイツ連邦共和国）
- リュース（イギリス）
- シギショアラ（ルーマニア）
- ウルビーノ（イタリア共和国）